# 林野站
林野站（日语：／ Hayashino eki */?）是位於岡山縣美作市榮町189番2號，西日本旅客鐵道（JR西日本）的姬新線車站。為美作市代表車站。

## 歷史
- 1934年（昭和9年）11月28日 - 國有鐵道姬津西線東津山站至美作江見站之間開業，此站啟用。
  - 當時車站地址為岡山縣英田郡林野町（日语：林野町）三海田。
- 1936年（昭和11年）
  - 4月8日 - 姬路站至東津山站之間全線開通，姬津東線和姬津西線合併為姬津線，此站成為姬津線車站。
  - 10月10日 - 姬津線編入至姬新線一部分，此站成為姬新線車站。
- 1951年（昭和26年） - 隨著地方名稱改名，當時車站地址改為岡山縣英田郡林野町榮町。
- 1953年（昭和28年）4月1日 - 隨著美作町（日语：美作町）成立，當時車站地址改為岡山縣英田郡美作町榮町。
- 1987年（昭和62年）4月1日 - 伴隨國鐵分割民營化，車站由西日本旅客鐵道（JR西日本）營運。
- 2005年（平成17年）3月31日 - 隨著美作市成立，當時車站地址改為岡山縣美作市榮町。

## 車站構造

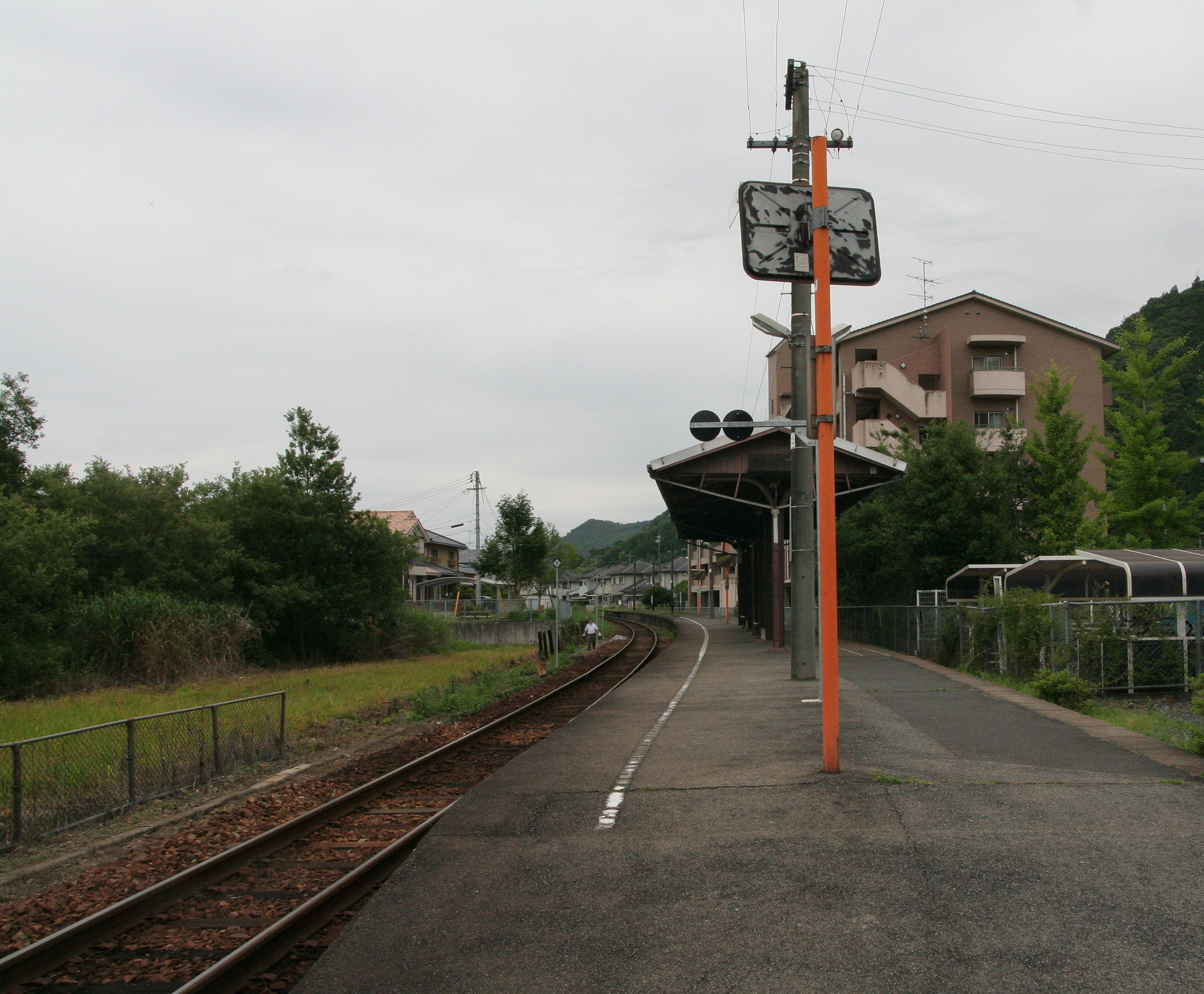
站內（2008年6月26日）

車站是一座地面車站，設有1面1線的單式月台，津山方向的列車會開啟左邊車門。曾經車站設有1面2線的島式月台，現時一方的路軌已經撤走（該路軌現時成為了公寓）。因此，月台與車站大樓之間有一段距離。佐用方向和津山方向的列車使用同一月台。
此站是由津山站管理的簡易委託車站，委托旅行社售賣車票。在車站大樓內設有該旅行社。此站設有POS終端。另外，車站大樓在晚間關閉，乘客需要使用車站側的通道直接進行月台。在2014年3月尾前，此站設有售票櫃臺購買近郊區間專用的軟式常備乘車券。

## 利用狀況
以下為近年1日平均乘車人次列表。
| 年度 | 1日平均 乘車人次 |
| ---- | ---------------- |
| 1999 | 209              |
| 2000 | 202              |
| 2001 | 223              |
| 2002 | 201              |
| 2003 | 193              |
| 2004 | 171              |
| 2005 | 161              |
| 2006 | 152              |
| 2007 | 154              |
| 2008 | 161              |
| 2009 | 139              |
| 2010 | 131              |
| 2011 | 126              |
| 2012 | 155              |
| 2013 | 151              |
| 2014 | 141              |
| 2015 | 124              |
| 2016 | 124              |
| 2017 | 117              |
| 2018 | 116              |

## 車站周邊
- 岡山縣美作警署（日语：美作警察署）
- 美作市政廳
- 岡山縣美作縣民局（日语：岡山県美作県民局）勝英地域事務所
- 津山公共職業安定所美作出張所
- 美作郵局（日语：美作郵便局）
- 美作明見簡易郵局
- 岡山縣立林野高等學校（日语：岡山県立林野高等学校） - 車站南方2公里處
- 道之驛彩菜茶屋（日语：道の駅彩菜茶屋）
- 國道179號（日语：国道179号）
- 國道374號（日语：国道374号）
- 岡山縣道51號美作奈義線（日语：岡山県道51号美作奈義線）
- 岡山縣道210號林野停車場線（日语：岡山県道210号林野停車場線）
- 中國自動車道美作交流道
- 湯鄉溫泉（日语：湯郷温泉） - 從站前轉乘巴士（宇野自動車），乘坐6至8分鐘，車費140日圓。

## 巴士路線
站前廣場
- 美作市營巴士（日语：美作市営バス）（英田巴士）- 前往福本、橫川車廠
- 美作市營巴士（青空號）- 前往柵原醫院前
- 美作市營巴士（青空號）- 美作市內（前美作町域）循環巴士

林野站前、宇野巴士林野車廠（距離車站約100米）
- 宇野自動車 - 經湯鄉溫泉（日语：湯郷温泉）、仁堀（日语：仁堀）、町苅田（日语：町苅田）、下市 前往岡山站前、表町巴士中心（日语：表町バスセンター）

林野站前巴士站（距離車站約100米，宇野巴士林野車廠前）
- 奈義巴士（日语：なぎバス） - 經美作交流道前往豐澤（只限乘車）、經林野高校前往勝間田站（只限下車）
- 赤磐市廣域路線巴士（日语：赤磐市民バス#赤磐市広域路線バス） - 經湯鄉溫泉、仁堀、町苅田、下市 前往新道穗崎（赤磐市）

## 其他
- 在太平洋戰爭中，當時進行徵兵，當地人出徵時不前往林野站，這是由於「林野」的日文讀法也可理解作「（即：早點死）」，這些人前往較對較吉利的鄰站勝間田站。
- 在1947年（昭和22年）12月11日，皇家列車執行從此站至東京站的班次，該皇家列車是唯二執行夜行列車班次。天皇會在御料車住宿，另一次夜行列車是在1946年，前往總武本線銚子站。

## 相鄰車站
西日本旅客鐵道（JR西日本）
 姬新線
■快速
美作江見－林野－勝間田
■普通
楢原－楢原－勝間田

## 注腳
1. ↑  .   [2019-07-17]. （原始内容存档于2021-01-01） （日语）.
2. ↑  岡山縣統計年報 （页面存档备份，存于）（日語）

## 外部連結
- 林野｜車站資訊：JR出門網 - 西日本旅客鐵道（日語）
- 美作市內路線巴士時間表（美作市官方網站）[]（日語）